# Hedwig Keppelhoff-Wiechert
Hedwig Keppelhoff-Wiechert (Südlohn, 31 maggio 1939) è una politica tedesca, membro dell'Unione Cristiano-Democratica di Germania ed europarlamentare dal 1989 al 2004.

## Biografia
Dopo essersi diplomata in una scuola alberghiera, Hedwig Keppelhoff superò un esame che la rese specialista in economia domestica rurale. Dal 1970 al 1976 presiedette l'associazione delle donne rurali di Velen, mentre dal 1976 al 1983 diresse poi le strutture dell'associazione nel circondario di Borken. Dal 1987 al 1998 fu presidente dell'Associazione delle donne rurali tedesche.
Politicamente, Hedwig Keppelhoff-Wiechert si iscrisse alla CDU, di cui fu membro dell'esecutivo distrettuale di Borken e del comitato esecutivo statale. Entrò inoltre a far parte del comitato delle donne rurali del COPA-COGECA dal 1976 al 1991, svolgendo le funzioni di vicepresidente dal 1986 al 1989.
Venne eletta al Parlamento europeo in occasione delle europee del 1989. Fu riconfermata per altri due mandati nelle tornate del 1994 e del 1999. In seno all'assemblea fu componente della commissione per l'agricoltura e lo sviluppo rurale.